# Nestor Rangel Pestana
Nestor Rangel Pestana (São Paulo, 3 de outubro de 1877 - ibid. 28 de abril de 1933) foi um jornalista brasileiro. Após iniciar carreira em Santos, tornou-se um dos mais importantes jornalistas do início do Século XX no Brasil. Em 1903 ingressou no jornal O Estado de S. Paulo, onde se destacou na cobertura de eventos políticos e artísticos. Em 1912 tornou-se chefe de redação do jornal e, com a morte de Júlio de Mesquita, em 1927 foi promovido a diretor do Estado (ao lado de Júlio de Mesquita Filho) até seu falecimento em 1933.
Pestana ficou conhecido por apoiar as artes, sendo um dos membros fundadores da Sociedade de Cultura Artística de São Paulo. Para Monteiro Lobato (Pestana) foi "talvez, o mais admirável tipo de homem que me foi dado a encontrar na vida".